# Ottessa Moshfegh

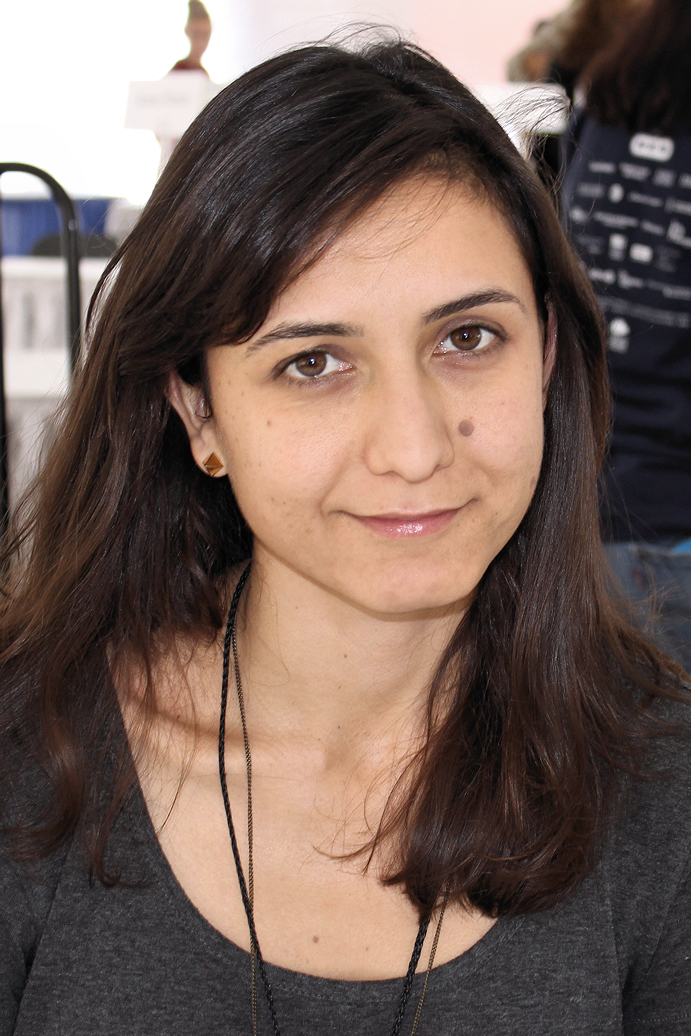
Ottessa Moshfegh

Ottessa Moshfegh (Boston, 20 mei 1981) is een Amerikaanse schrijfster.

## Prijzen
Haar debuutroman, Eileen, won de Hemingway Foundation/PEN award en werd geshortlist voor de Man Booker Prize. In 2018 werd de O. Henry Award aan haar toegekend.